# Klaas Feser
Klaas Feser (* 2. November 1977 in Wilhelmshaven) ist ein ehemaliger deutscher Eishockeyspieler, der unter anderem für den Iserlohner EC in der zweithöchsten deutschen Spielklasse aktiv war.

## Karriere
Klaas Feser spielte im Nachwuchs des ECD Sauerland, bevor er ab 1994 auch in der ersten Mannschaft des neu gegründeten Iserlohner EC (IEC) eingesetzt wurde. Er stieg mit dem IEC in die direkt unterhalb der Deutschen Eishockey Liga (DEL) angesiedelte 1. Liga auf. Insgesamt stand er vier Jahre für das Profiteam seines Heimatvereins auf dem Eis und absolvierte in dieser Zeit 198 Spiele, in denen er 24 Tore erzielte. Damit gehört er zu den Rekordspielern des IEC.
Nachdem er zwischen 1998 und 2000 für den Drittligisten Adendorfer EC gespielt hatte, wurde Feser anschließend im Großraum Hannover heimisch. Er verbrachte eine Saison beim Herforder EC und spielte ab 2001 fünf Jahre lang für die Hannover Indians, mit denen er im Jahr 2002 in die Oberliga aufstieg. Es folgten zwei Jahre beim Lokalrivalen EC Wedemark Farmers, bevor er für eine Saison an den Pferdeturm zurückkehrte. Insgesamt spielte er für die Indians 248-mal. Mit vier Spielen für den kurzlebigen EHV Wesel endete seine Karriere im Jahr 2010.

## Erfolge und Auszeichnungen
- 1995 Aufstieg in die 1. Liga mit dem Iserlohner EC
- 2002 Meister der Regionalliga und Aufstieg in die Oberliga mit den Hannover Indians

## Karrierestatistik
(Legende zur Spielerstatistik: Sp oder GP = absolvierte Spiele; T oder G = erzielte Tore; V oder A = erzielte Assists; Pkt oder Pts = erzielte Scorerpunkte; SM oder PIM = erhaltene Strafminuten; +/− = Plus/Minus-Bilanz; PP = erzielte Überzahltore; SH = erzielte Unterzahltore; GW = erzielte Siegtore; 1 Play-downs/Relegation; Kursiv: Statistik nicht vollständig)

## Familie
Klaas Feser ist der Bruder der Eishockeyspieler Till Feser, der mit den Adler Mannheim im Jahr 1997 Deutscher Meister wurde, und Lutz Feser, mit dem Klaas drei Jahre lang gemeinsam beim IEC aufs Eis ging.
Feser studierte Veterinärmedizin an der Tierärztlichen Hochschule Hannover, wo er auch promovierte. Er praktiziert in Hamminkeln.